# Нора Фінґшайдт
Нора Фінґшайдт (нім. Nora Fingscheidt; нар. 17 лютого 1983, Брауншвейг, Нижня Саксонія, ФРН) — німецька режисерка та сценаристка. Вона стала широко відома завдяки своїй стрічці «Руйнівниця системи», прем'єра якої відбулася 8 лютого 2019 року на 69-му Берлінському міжнародному кінофестивалі у 2019 році і за яку вона отримала Приз Альфреда Бауера за фільм, що відкриває нові перспективи кіномистецтва, також отримав вісім нагород «Німецької кінопремії», у тому числі за найкращий фільм, найкращий сценарій та найкращу режисуру, та інші міжнародні нагороди.  

## Життєпис
Нора Фінґшайдт народилася 17 лютого 1983 року в Брауншвейзі, Нижня Саксонія. Навчалася у школі в Брауншвейзі та Аргентині. З 2003 року Нора Фінґшайдт мешкає в Берліні, бере участь у створенні та роботі кіношколи filmArche.

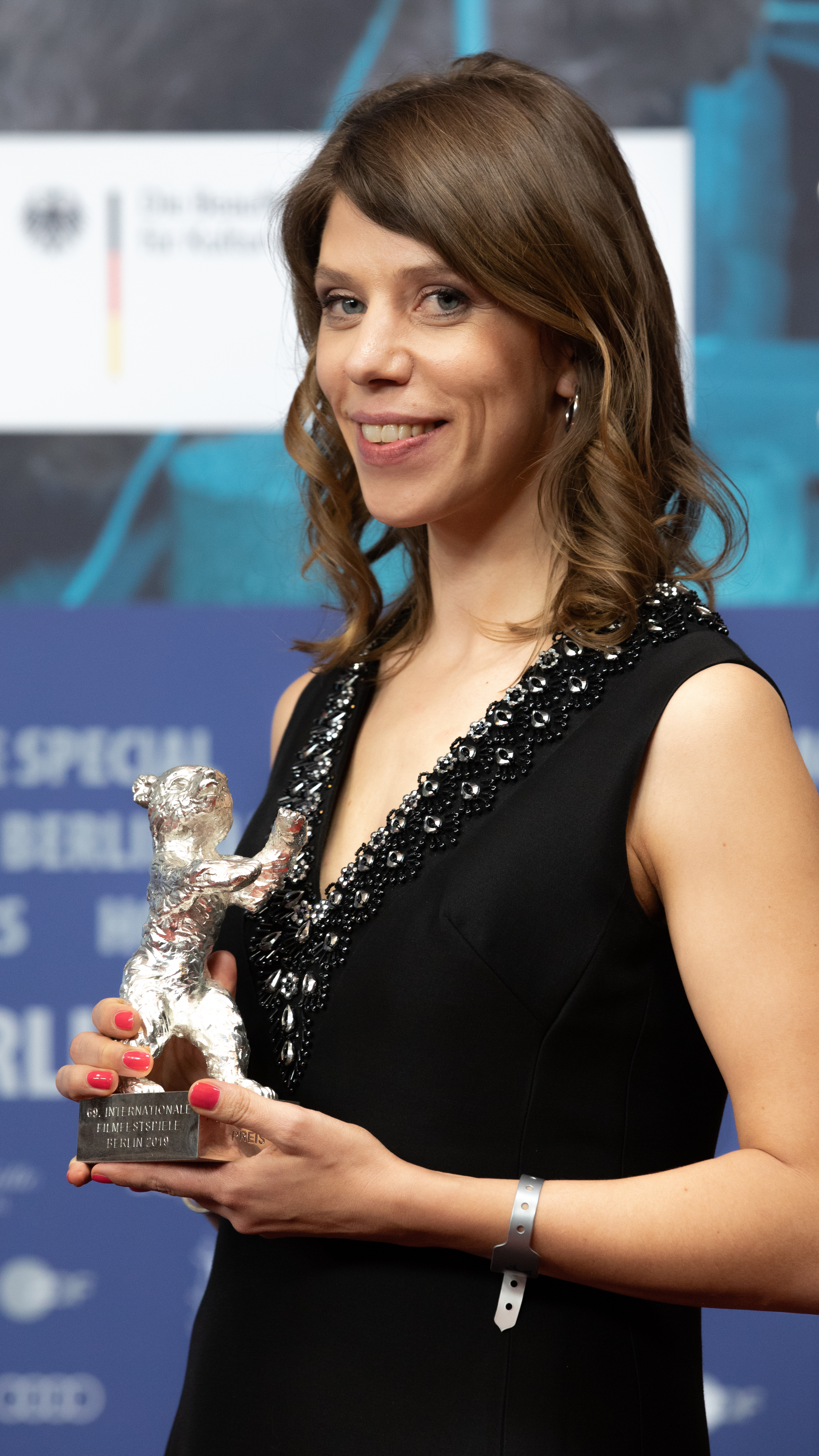
Нора Фінґшайдт з Призом Альфреда Бауера

У 2008 — 2017 роках Фінґшайдт навчалася кінорежисури в Кіноакадемії Баден-Вюртемберга. 

## Кар'єра
У 2011 році, на другому році навчання, вона зфільмувала навчальний короткометражний фільм «Сінкоп», який було номіновано на премію національної кіноакадемії.
2012 року Нора Фінґшайдт брала участь у програмі розвитку талантів Берлінського міжнародного кінофестивалю «Таланти Берлінале» та програмі обміну з Каліфорнійським університетом у Лос-Анджелесі.
У 2017 році її дипломний документальний фільм «Поза цим світом» (Ohne diese Welt), який розповідає про життя аргентинських менонітів, відмічений кількома нагородами, включаючи Приз Макса Офюлса. 
2021 році Нора Фінґшайдт зфільмувала стрічку «Непрощенна» за сценарієм Пітера Крейґа, Гілларі Сайтц та Кортні Майлз за мотивами британського мінісеріалу «Непрощені» 2009 року за сценарієм Саллі Вейнрайт. Головні ролі у стрічці виконали Сандра Баллок, Вінсент Д'Онофріо, Джон Бернтал, Віола Девіс.

## Особисте життя
Нора Фінґшайдт живе зі своєю родиною в Гамбурзі. У неї є син. 

## Фільмографія
| Рік  |     | Українська назва   | Оригінальна назва          | Роль                   |
| ---- | --- | ------------------ | -------------------------- | ---------------------- |
| 2021 | ф   | Непрощенна         | The Unforgivable           | режисерка              |
| 2019 | ф   | Руйнівниця системи | System Crasher             | режисерка              |
| 2017 | док | Без цього світу    | Ohne diese Welt            | режисерка, сценаристка |
| 2016 | кф  | Ліцензія           | Die Lizenz                 | режисерка              |
| 2014 | док | Будинок біля колій | Das Haus neben den Gleisen | режисерка              |
| 2014 | док | Кінець бульвару    | Boulevard’s End            | режисерка, сценаристка |
| 2013 | кф  | Братик             | Brüderlein                 | режисерка, сценаристка |
| 2011 | кф  | Поміж рядками      | Zwischen den Zeilen        | режисерка              |
| 2010 | кф  | Синкоп             | Synkope                    | режисерка, сценаристка |
| 2008 | ф   | Сільський матрац   | Dorfmatratze               | режисерка              |
| 2008 | ф   | Спроба втечі       | Fluchtversuch              | режисерка              |
| 2007 | ф   | Перерва            | Auszeit                    | режисерка              |
| 2005 | кф  | Бюро знахідок      | Objet trouvé               | режисерка              |